# Eucalyptus glaucescens
Espèce
Classification phylogénétique
Eucalyptus glaucescens, le gommier de Tingaringy est une espèce de plantes à fleurs de la famille des Myrtaceae. C’est un eucalyptus rustique endémique du sud-est de l'Australie. C'est un arbre ou mallee à l'écorce lisse et au feuillage grisâtre terne qui pousse dans les parties supérieures du sud de la Nouvelle-Galles du Sud, du Territoire de la capitale australienne et du Victoria.

## Description
Eucalyptus glaucescens est un arbre qui atteint parfois une hauteur de 40 à 50 m ou un mallee de petite taille possédant un lignotuber. L'écorce est lisse, grise, verte ou jaune et se détache en rubans courts. (Parfois, l'écorce sur la partie inférieure du tronc de l'arbre est rugueuse ou fibreuse.) Ses feuilles adultes sont en forme de lance, vert grisâtre terne, 60 à 120 mm de long et 12 à 20 mm de large. Les feuilles juvéniles sont disposées par paires opposées, cordiformes à plus ou moins rondes et dépourvues de pédoncule. Les fleurs sont disposées en groupes de trois et les boutons floraux mesurent 5 à 8 mm de long et 3 à 4 mm de diamètre. Les capsules floraux sont en forme de cône ou hémisphériques et beaucoup plus courts que le reste du bourgeon. Le fruit est en forme de coupe à cylindrique, de 6 à 12 mm de long et de 6 à 10 mm de diamètre,,.

## Culture
Il pousse en plein soleil sur sols acides, bien alimentés en eau et fait partie des eucalyptus les plus rustiques avec Eucalyptus pauciflora et Eucalyptus gunnii.
Eucalyptus glaucescens peut supporter des froids allant jusqu'à −18 °C une fois bien installé et repousse de son lignotuber en cas de gel ou d' incendie.
Il est important de le planter très petit pour éviter le chignon racinaire. L'origine des graines est un facteur déterminant pour la rusticité et la forme allant d'un petit mallee à un grand arbre forestier
Il est possible de le tailler régulièrement pour le maintenir en taillis afin de mieux profiter de son beau feuillage juvénile.

## Utilisation
Eucalyptus glaucescens est une plante mellifère, médicinale et aromatique. Rarement planté en Australie mais occasionnellement cultivé au Royaume-Uni et dans le nord de la France où il s'est avéré être l'un des eucalyptus à croissance la plus rapide et l'un des plus rustiques. Certaines formes forestières du mont Kosciuszho ont passé les -18C en 2012 au jardin jungle et mesurent plus de 25m en 2024.
Les feuilles riches en huile essentielle très odorante, sont utilisées sous différentes formes (composition florale, infusion, teinture, huile…) pour traiter de nombreuses affections respiratoires, rhumatismes, migraines, fatigue et comme antiseptique.
Son bois blanc et dense est extrêmement prisé par les papetiers qui le mélangent aux autres fibres (on dit que sa fibre "dope" la pâte). Par contre son utilisation en bois d’œuvre est problématique du fait de sa nervosité. En Europe, l'eucalyptus traité en taillis à courte rotation (TCR - 8 à 10 ans sur les meilleures stations) est utilisable principalement en papeterie et parfois en bois d’œuvre.

## Répartition & habitat
Répartition très dispersée dans la zone alpine des Alpes victoriennes. L'espèce est présente en terrain montagneux à haute altitude, souvent entre les forêts d'Eucalyptus delegatensis (en-dessous) et d'Eucalyptus pauciflora (au-dessus). Il pousse comme un arbre près de la limite des arbres sur les pentes supérieures de la plus haute montagne d'Australie, le mont Kosciuszko, avec Eucalyptus pauciflora subsp. niphophila et Eucalyptus perriniana subsp. familiaris.

## Galerie

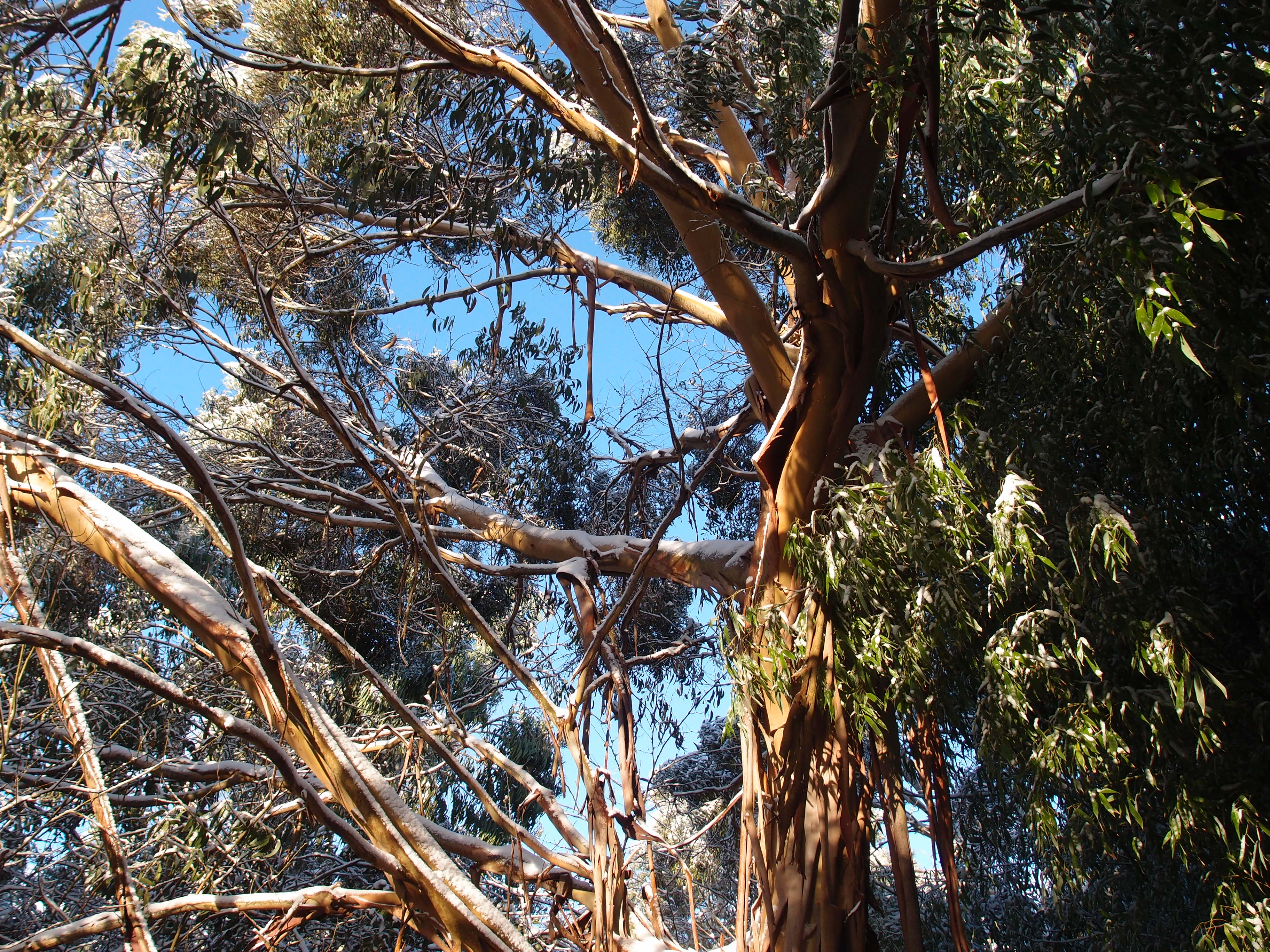
Eucalyptus glaucescens en hiver au jardin jungle
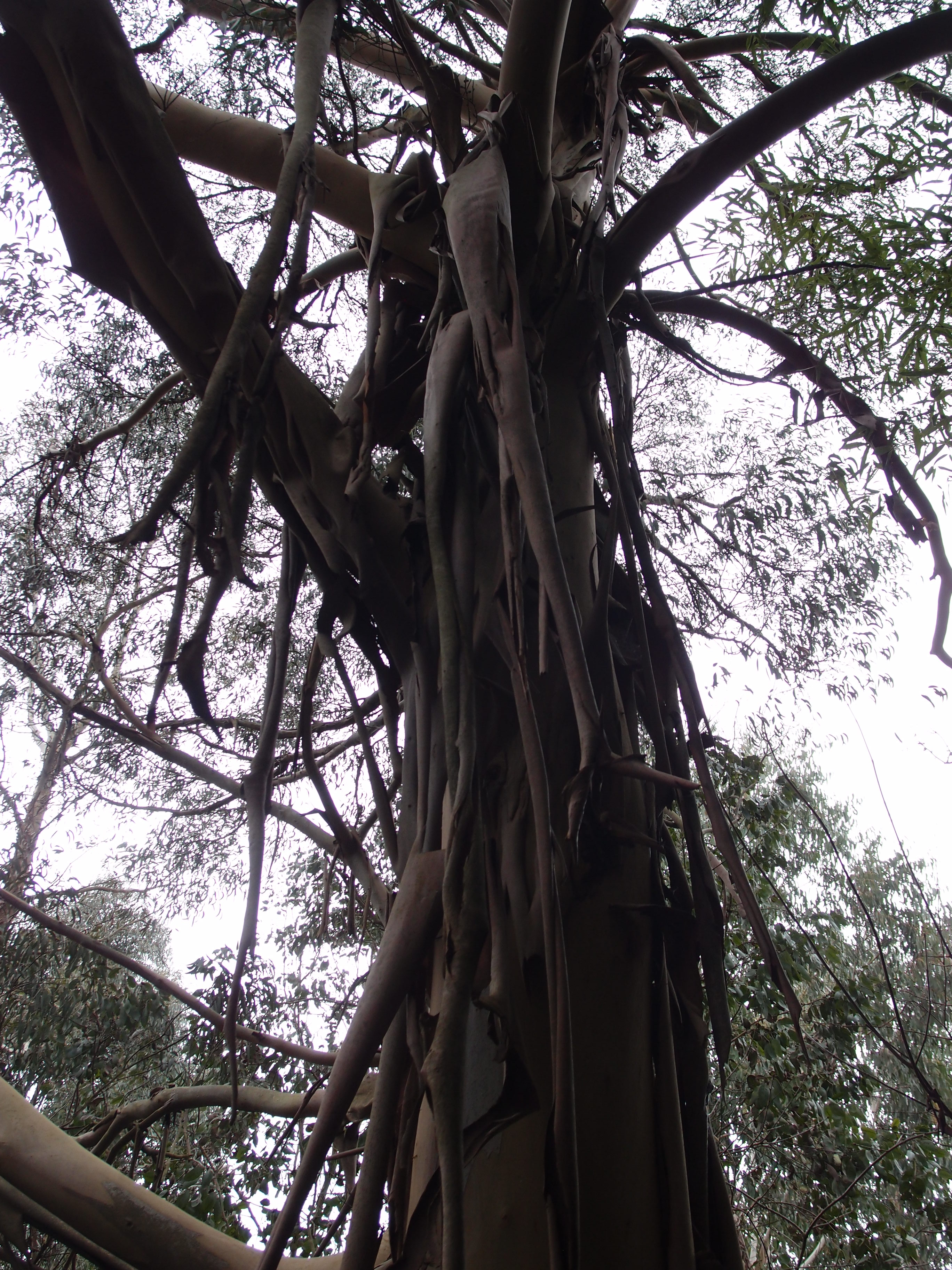
Écorce en ruban d Eucalyptus glaucescens, jardin jungle
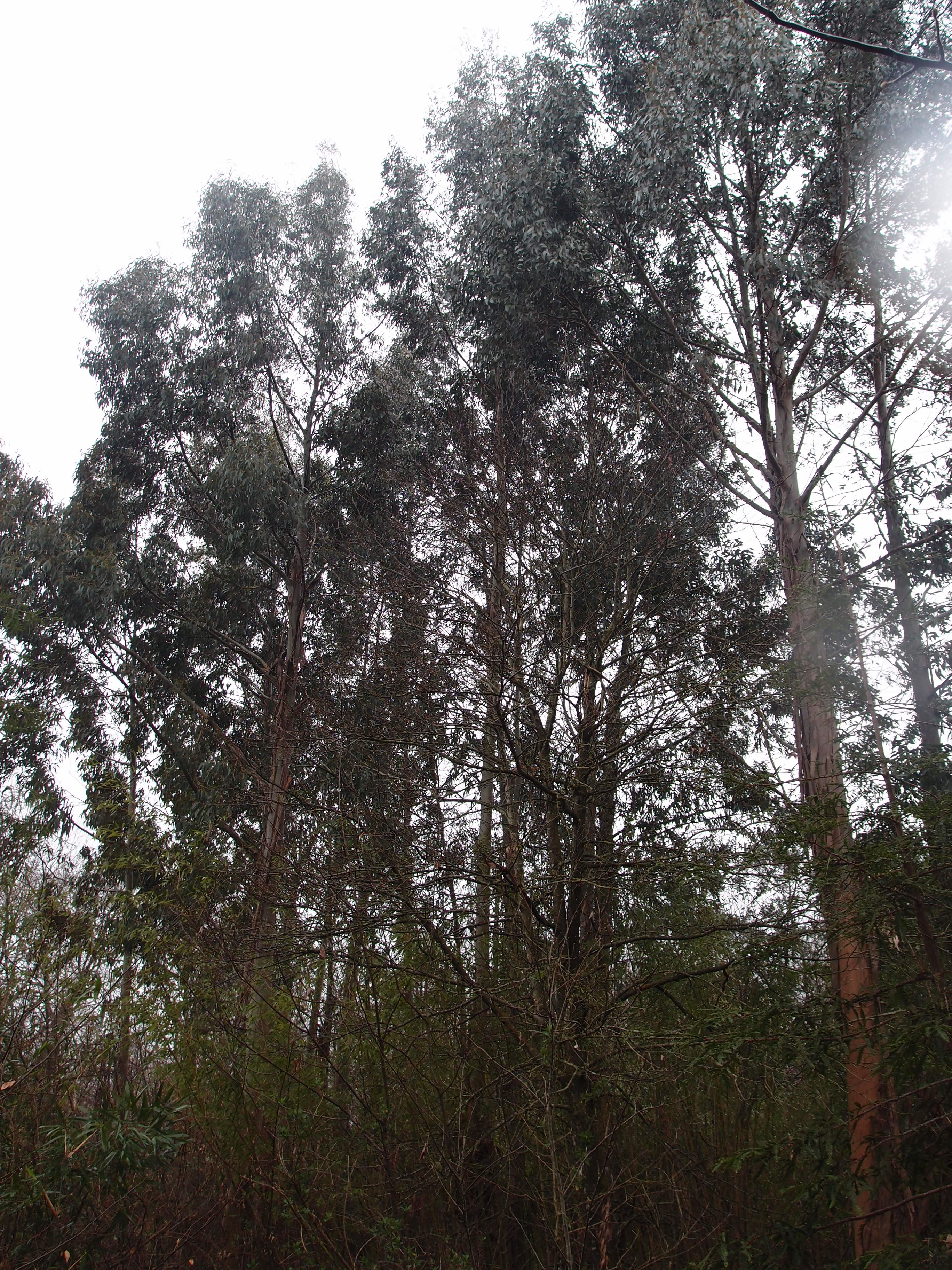
Eucalyptus glaucescens 'mont Kosciuszko' au jardin jungle
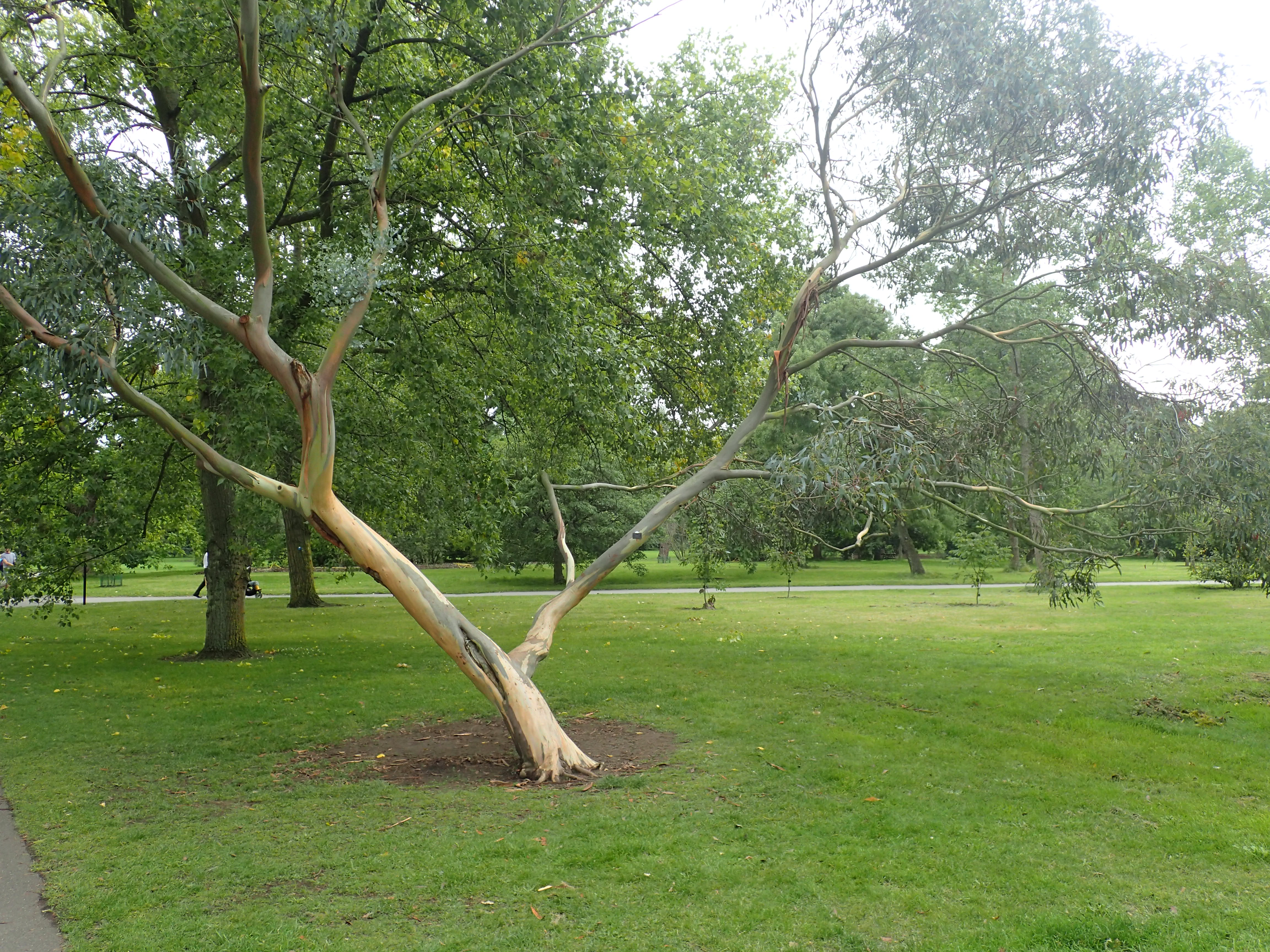
E. glaucescens aux jardins botaniques royaux de Kew
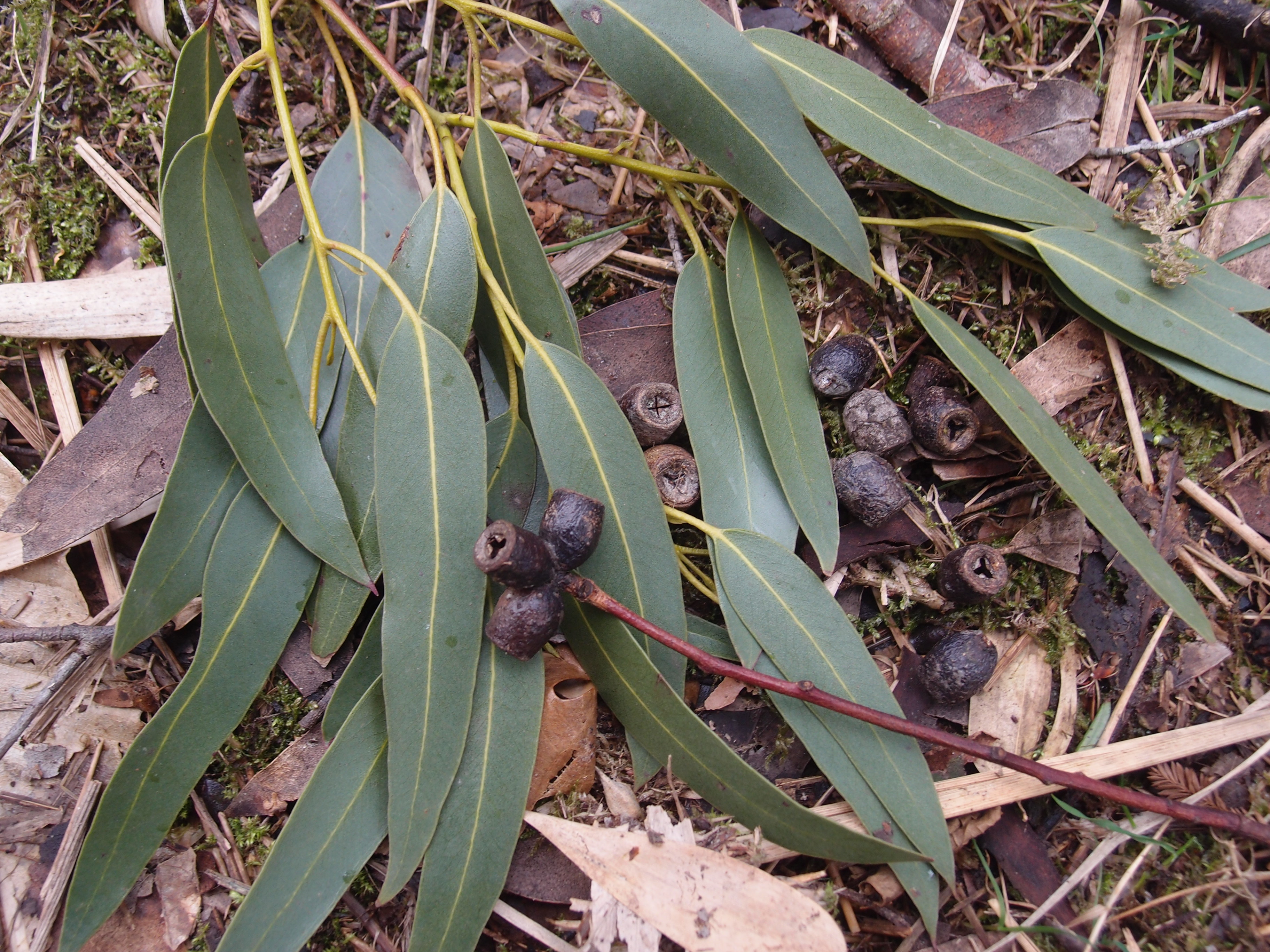
Feuilles & fruits d'Eucalyptus glaucescens au jardin jungle